# Gazlıgöl, İhsaniye
Gazlıgöl là một thị trấn thuộc huyện İhsaniye, tỉnh Afyonkarahisar, Thổ Nhĩ Kỳ. Dân số thời điểm năm 2021 là 2.486 người.